# Urán-trioxid
Az urán-trioxid az urán és oxigén vegyülete, egyik oxidja. Képlete UO3. Uránércekben fordul elő az urán-dioxid mellett. Urán-dioxid előállítására használják, ami fűtőelem. Az urán-trioxidot hidrogénnel redukálják, UO2 és víz keletkezik: UO3+H2=UO2+H2O.

## Jegszetek
1. 1 2  Zumdahl, Steven S.. Chemical Principles 6th Ed.. Houghton Mifflin Company, A23. o. (2009). ISBN 0-618-94690-X